# Gil (partido político)
Gil o Dor (hebreo: גיל lit. Edad, pero también un acrónimo de Gimla'ey Yisrael LaKnesset (גימלאי ישראל לכנסת), lit. Jubilados de Israel a la Asamblea) era el partido político israelí de los jubilados. Esta agrupación representa y defiende los intereses de las personas de tercera edad. Desde las últimas elecciones legislativas de Israel en el 2006, el Gil poseía siete diputados en el parlamento israelí (Knéset).

## Plataforma política
El líder del Gil fue Rafi Eitan y los principios políticos del partido eran:
- Proteger las pensiones para jubilados.
- Mejorar los servicios de salud gratuita.
- Defender los valores tradicionales del Judaísmo.
- Proteger los valores democráticos del Estado de Israel.

## Resultados electorales
| Año  | Líder         | Votos         | %             | Resultado     | +/-           | Gob                |
| ---- | ------------- | ------------- | ------------- | ------------- | ------------- | ------------------ |
| 1996 | Nava Arad     | 14.935 (#13)  | 0,5           | 0/120         |               | Extraparlamentario |
| 1999 | No participó. | No participó. | No participó. | No participó. | No participó. | No participó.      |
| 2003 | No participó. | No participó. | No participó. | No participó. | No participó. | No participó.      |
| 2006 | Rafi Eitan    | 185.879 (#7)  | 5,92          | 7/120         |               | Gobierno           |
| 2009 | Rafi Eitan    | 17.571 (#14)  | 0,5           | 0/120         | 7             | Extraparlamentario |
| 2013 | Efraim Lapid  | 5.975 (#20)   | 0,2           | 0/120         |               | Extraparlamentario |